# Stefon Jackson
Stefon Jackson (* 7. Mai 1985 in Philadelphia, Pennsylvania) ist ein US-amerikanischer Basketballspieler. Nach dem Studium in seinem Heimatland spielte Jackson als Profi in Europa. Nach kurzen Engagements in der Türkei und Griechenland spielte er zwei Jahre in der belgischen Ethias League. Seit der Spielzeit 2014/15 spielt er in der deutschen ProA für den Erstliga-Absteiger s.Oliver Baskets aus Würzburg, nachdem er zuvor bereits knapp zwei Spielzeiten in der höchsten Spielklasse für die Eisbären Bremerhaven gespielt hatte.

## Karriere
Jackson wuchs in Philadelphia auf und wechselte zum Studium 2005 an die University of Texas at El Paso. Deren Hochschulmannschaft Miners spielt seit 2005 in der Conference USA der NCAA Division I und ist eine historisch besonders bedeutsame Mannschaft der NCAA, da auf dem Höhepunkt der afroamerikanischen Bürgerrechtsbewegung 1966 die Miners die erste Mannschaft mit fünf afroamerikanischen Spielern in der Starting Five waren, die die NCAA Division I Basketball Championship gewannen und später als Mannschaft in die Naismith Memorial Basketball Hall of Fame aufgenommen wurden. Alle späteren Mannschaften der Miners konnten an diesen Erfolg jedoch nicht mehr anschließen und auch in der neuen Conference blieb ein Meisterschaftserfolg oder eine Endrundenteilnahme während Jacksons Spielzeit den Miners verwehrt. Jackson selbst war jedoch ein außergewöhnlich guter „Scorer“ für die Miners und erzielte mit 2.456 Punkten in seiner vierjährigen Collegekarriere die meisten Punkte aller Spieler, die in der seit 1995 bestehenden Conference gespielt haben. Er ist damit auch der beste Punktesammler in der Geschichte der UTEP Miners, für die Spieler wie die späteren NBA All-Stars Nate Archibald und Tim Hardaway zuvor auch schon in anderen Conferences der NCAA gespielt hatten.
Trotz seiner persönlich beeindruckenden Statistiken wurde Jackson in der NBA-Draft 2009 von keinem Club aus der am höchsten dotierten Profiliga NBA ausgewählt und startete daher 2009 seine professionelle Karriere in der Türkiye Basketbol Ligi für Darüşşafaka SK aus Istanbul. Die Mannschaft legte jedoch einen Fehlstart mit zwölf Auftaktniederlagen hin und gewann das erste Saisonspiel nicht vor Januar 2010; Jacksons Vertrag war bereits nach vier Niederlagen zu Saisonbeginn gelöst worden. Später bekam Jackson in seiner ersten Profisaison noch einen Vertrag in der griechischen A1 Ethniki für GS Olympia aus Larisa. Jackson konnte jedoch zusammen mit dem ehemaligen deutschen Nationalspieler Demond Greene nicht mehr verhindern, dass Olympia als Tabellenletzter mit nur vier Saisonsiegen wieder absteigen musste. In der folgenden Spielzeit spielte Jackson dann im belgischen Pepinster für den RBC. Jackson wurde zwar mit durchschnittlich etwas über 16 Punkten Topscorer der Ethias League 2010/11, konnte aber nicht verhindern, dass Pepinster als Drittletzter der neun Mannschaften umfassenden Liga die Meisterschafts-Play-offs der besten sechs Mannschaften verpasste. In der darauffolgenden Spielzeit spielte er dann für den Ligakonkurrenten und Vizemeister Okapi Aalstar aus Aalst. Zusammen in einer Mannschaft mit dem Topscorer 2011/12 und späteren NBA-Profi Chris Copeland schied Okapi diesmal bereits in der ersten Runde der Play-offs aus.
Für die Basketball-Bundesliga 2012/13 bekam Jackson einen Vertrag beim deutschen Erstligisten Eisbären aus Bremerhaven. Dort spielt er mit Stanley Burrell zusammen, der wie Jackson zuvor in Pepinster und Aalst gespielt hatte, jedoch zu anderen Spielzeiten. Nach einer enttäuschenden Spielzeit, in der die Eisbären die Play-offs verpassten, kam es zu einem Trainerwechsel und im März 2014 gab Jackson nach Verletzungsproblemen zu Beginn der Spielzeit persönliche Gründe an, um seinen Vertrag in Bremerhaven noch vor Ende der Spielzeit aufzulösen. Zur folgenden Saison wechselte er zum Erstliga-Absteiger s.Oliver Baskets aus Würzburg, die mit Douglas Spradley seinen ersten Trainer in Bremerhaven verpflichtet hatten.